# Edward George Gibson
Edward George Gibson (* 8. November 1936 in Buffalo, New York) ist ein ehemaliger US-amerikanischer Astronaut. 

## Ausbildung
Gibson studierte Ingenieurwesen und erhielt in diesem Fach 1959 einen Bachelor von der University of Rochester sowie 1960 einen Master und 1964 eine Promotion, beide vom California Institute of Technology. Außerdem erhielt er 1974 die Ehrendoktorwürde sowohl von der University of Rochester als auch vom Wagner College in New York.

## Astronautentätigkeit
Im Juni 1965 wurde Gibson von der NASA als Wissenschaftsastronaut ausgewählt. Er absolvierte anschließend ein 53-wöchiges Flugtraining auf der Williams Air Force Base in Arizona.
Er war Mitglied der Unterstützungsmannschaften und Verbindungssprecher für die Apollo-12-Mondmission. Er war auch an der Entwicklung der Skylab-Raumstation beteiligt. Als Teil seiner Vorbereitung für das Skylab-Programm studierte Gibson Solarphysik und schrieb dabei das Buch The Quiet Sun, welches noch heute ein Referenz-Handbuch für die Sonnenphysik ist.
Am 16. November 1973 startete Gibson als Wissenschaftspilot der Skylab-4-Mission zum dritten und letzten bemannten Flug zur Skylab-Raumstation. Bei diesem bis dahin längsten Raumflug wurde er von Kommandant Gerald P. Carr und dem Piloten William R. Pogue begleitet. Sie führten zahlreiche Experimente und umfangreiche Erd- und Sonnenbeobachtungen durch. Bei drei Außenbordeinsätzen verbrachte Gibson insgesamt über 15 Stunden außerhalb der Raumstation. Nach 84 Tagen landete Skylab 4 wieder am 8. Februar 1974 auf der Erde. Der von Gibson und seinen Mannschaftskameraden aufgestellte Rekord hielt vier Jahre.
Im Dezember 1974 schied Gibson aus der NASA aus, um die Forschung an den Skylab-Daten zur Sonnenbeobachtung bei der Aerospace Corporation in Los Angeles weiterzubetreiben. Ab März 1976 war er für ein Jahr Berater bei der ERNO Raumfahrttechnik GmbH in Deutschland. Im März 1977 kehrte er ins Astronautenbüro der NASA zurück und arbeitete dort im Bereich der Auswahl und der Ausbildung der Astronautenbewerber. Ende 1982 verließ er die NASA endgültig und wechselte zu TRW.

## Nach der NASA
Nach der Tätigkeit bei TRW arbeitete Gibson unter anderem für die Science Applications International Corporation, deren EROS Data Center er als Senior-Vice-President leitete. Er fungierte auch als Präsident des Oregon Museum of Science and History.
Im Oktober 1990 startete er seine eigene Beratungsfirma und arbeitete unter anderem im Auftrag der NASA und für Booz Allen Hamilton. Gibson trat auch vielfach als Redner bei Veranstaltungen auf und hat mehrere Bücher geschrieben.
Im September 2021 wurde ein Asteroid nach ihm benannt: (132903) Edgibson.

## Privates
Edward Gibson und seine Frau Julie Anne haben vier Kinder.